# هينتون جيمس
هينتون جيمس (بالإنجليزية: Hinton James)‏ هو سياسي أمريكي، ولد في 24 أبريل 1884 في الولايات المتحدة، وتوفي في 3 نوفمبر 1948. حزبياً، نشط في الحزب الديمقراطي. وقد انتخب عضو مجلس النواب الأمريكي.